# Condrita (Moldavia)
Condrita es una localidad ubicada en el municipio de Chisináu en Moldavia.
El monasterio de San Nicolás de Condrita es un monasterio de monjes ortodoxos, fundado durante el siglo XVIII. A pesar de que a veces se establece que su fundación fue hacia 1616, la evidencia documental más temprana sugiere que dicha fundación ocurrió alrededor del año 1783. El sitio incluye celdas y dos iglesias, una dedicada a San Nicolás y la otra (que incluye una gran cripta) al Tránsito de María. Originalmente era dependiente del monasterio de Căpriana y obtuvo la independencia en 1918. Estuvo cerrado durante la era comunista, y fue reabierto en 1993.